# 魔結蛇鰻
魔結蛇鰻，為輻鰭魚綱鰻鱺目糯鰻亞目蛇鰻科的其中一種，分布於中西大西洋墨西哥灣東北部海域，棲息深度10-189公尺，體長可達40.6公分，棲息於底層水域，屬肉食性，生活習性不明。